# Armavia
Armavia (Armeens: «Արմավիա» ավիաընկերություն» ՍՊԸ) was de nationale luchtvaartmaatschappij van Armenië. De thuisbasis van Armavia was de Luchthaven Zvartnots gelegen in de hoofdstad van Armenië, Jerevan. De luchtvaartmaatschappij voerde vluchten uit naar meer dan 35 bestemmingen in Europa, Rusland voormalige landen van de Sovjet-Unie en India. Op 29 maart 2013 verklaarde Mikayel Baghdasarov de maatschappij failliet. Per 1 april 2013 zijn de vluchten gestaakt.

## Geschiedenis
Armavia is opgericht in 1996, de eerste vluchten naar Rusland en Turkije waren pas echter in 2001. In 2002 nam Siberia airlines, de op twee na grootste luchtvaartmaatschappij in Rusland, een belang van 68% in Armavia. In oktober dat jaar kocht Armavia haar eerste Airbus A320 en dit type toestel verving al snel de Tupolev Tu-134/154, waarvan Armavia op dat moment gebruik maakte. In 2003 nam Armavia verschillende routes over van Armenian Airlines dat enkele maanden daarvoor failliet was verklaard.
Begin 2005 werd Armavia de grootste luchtvaartmaatschappij van Armenië nadat zij de bestaande routes van Armenian International Airways overnamen. In juni 2005 nam MIKA Armenia Trading Company de 68% aan aandelen over van Siberia Airlines, MIKA was al in het bezit van 32% van de overige aandelen.
In april 2011 was Armavia de eerste luchtvaartmaatschappij ter wereld welke de Soechoj Superjet 100 in gebruik nam, deze is vernoemd naar de eerste Russische kosmonaut, Joeri Gagarin.

## Diensten
Armavia voerde zowel lijndiensten alsmede chartervluchten uit naar bestemmingen in Europa, Rusland, India en het Midden-Oosten.

## Incidenten en ongevallen
Op 3 mei 2006 was er een tragisch ongeval met een Airbus A320 (EK-32009), deze is verongelukt tijdens de nadering van Sochi, Rusland. 
Alle 113 inzittenden kwamen om het leven, het ongeluk gebeurde tijdens slecht weer.

## Luchtvloot en ontwikkelingen
De vloot bestond (augustus 2011) uit de volgende toestellen:
| Aantal                 | Type                   | Max. passagiers | Vliegbereik  | Registratie                   |
| ---------------------- | ---------------------- | --------------- | ------------ | ----------------------------- |
| 3                      | Airbus A320-211        | 148/164         | 5000–5200 km | EK-32008 & EK-32005           |
| 3                      | Airbus A319-132        | 134             | 5300 km      | EK-32011, EK-32012, EK-32007  |
| 3                      | Bombardier CRJ-200LR   | 50              | 3600 km      | EK-20014, EK-20017 & EK-20018 |
| 1                      | Yakovlev Yak-42D (VIP) | 27              | 3200 km      | EK-42345 & EK-42417           |
| 1 (1 order) (2 opties) | Soechoj Superjet 100   | 98              | 3050 km      | EK-95015                      |

Een langeafstandsvliegtuig stond in de planning om vluchten uit te voeren naar onder meer Los Angeles, waar een grote Armeense gemeenschap leeft.